# 今西氏
今西氏（いまにしし）は、大和国の豪族である。
他に春日大社南郷目代である今西氏がある。

## 今西氏

### 出自
今西氏は十市氏の一族である。藤原鎌足から遡るという説と十市氏発祥の地である奈良県橿原市十市町には十市御縣坐神社と十市城跡があることから事代主命から系譜する十市県主を始祖であるとする説もある。

### 一族
- 十市氏
- 川井氏（8）